# Quyền công dân
Quyền công dân là quyền được làm công dân của một cộng đồng xã hội, chính trị, hoặc quốc gia.
Địa vị của công dân, theo Khế ước xã hội, là phải mang cả quyền và trách nhiệm. Công dân năng động là một lý thuyết cho rằng mọi công dân phải làm việc vì sự tiến bộ của cộng đồng thông qua sự tham gia kinh tế, công cộng, hoạt động tình nguyện và các nỗ lực khác để cải thiện cuộc sống cho tất cả các công dân. Theo dòng chảy này, các trường học ở vài nước trên thế giới cung cấp chương trình giáo dục công dân.

## Liên kết
- Center for Citizenship and Identity Studies Lưu trữ ngày 18 tháng 7 năm 2010 tại Wayback Machine

- Dominique Leydet. "Citizenship". Trong Zalta, Edward N. (biên tập). Stanford Encyclopedia of Philosophy (bằng tiếng Anh).
- "Citizenship Laws of the World" (PDF). United States Office of Personnel Management Investigations Service. 2001. Bản gốc (pdf) lưu trữ ngày 4 tháng 4 năm 2006. Truy cập ngày 7 tháng 3 năm 2007. {{Chú thích web}}: Đã bỏ qua tham số không rõ |tháng= (trợ giúp)